# Lewis Theobald
Lewis Theobald, född (döpt den 2 april) 1688, död den 18 september 1744, var en engelsk författare. 
Theobald skrev ett antal litterära arbeten av föga intresse för eftervärlden. Han har gått till historien som en god textkritiker och återställare av Shakespeares verkliga text genom en granskning av Popes upplaga av Shakespeare. Denna, som kom 1723-25, är "icke utan förtjänster, men full af godtyckliga förändringar och strykningar", skriver Johan Mortensen i Nordisk familjebok. "Den kritiserades skarpt och rättvist af Theobald i dennes Shakespeare restored (1726)", fortsätter han. Pope hämnades genom att göra Theobald till hjälten i The Dunciad: "denna satir mot tidens småförfattare, i hvilken P. tog hämnd för alla inbillade och verkliga oförrätter under de sista tjugu åren och som, trots tonens våldsamhet och bristen på öfverlägsen humor, obestridligen i många afseenden är ett mästerverk", som Mortensen kommenterar detta verk. Han tillägger: "I första upplagan (1728) är Shakspere-utgifvaren Theobald hufvudfiguren, men dikten undergick under årens lopp många förändringar, och i den sista upplagan (1743) tillades en fjärde bok, och Colley Cibber har blifvit hjälten i stället för Theobald till stor skada för enheten i poemet och kraften i satiren."